# Catálogo de especialidades farmacéuticas
En España, el catálogo de especialidades farmacéuticas reúne la totalidad de los medicamentos registrados disponibles en el mercado, dispuestos por grupos de indicaciones terapéuticas. Para cada medicamento se describe la composición, dosificación y las posibles interacciones y contraindicaciones. Aparece indexado por criterios diferentes, entre otros por los compuestos mayoritarios o principios activos, permitiendo al farmacéutico la sustitución de un medicamento por otro equivalente en su composición e indicaciones. Se trata de un texto fundamentalmente dirigido a la oficina de farmacia. Las plantas aparecen con sus nombres científicos en los índices donde se incluyen los componentes de los medicamentos.